# Čeladice
Čeladice (znanstveno ime Mycena) so rod gliv iz družine čeladičevk (Mycenaceae).

## Značilnosti
Večina vrst čeladic je izredno majhnih in premer njihovih klobukov merimo v milimetrih, le redko pa presežejo nekaj centimetrov, zato so pogosto spregledane, če le ne rastejo v velikih skupinah.
Skupne značilnosti tega rodu so bel trosni prah, majhna stožčasta ali zvonasta kapica in tanek bet, ki ni žilav. Na betu nimajo ostankov ovojnice oziroma obročka. Pri nekaterih vrstah se na ranjenih mestih izloča mleček, kot na primer pri krvobetni čeladici (Mycena haematopus). Veliko vrst je sivih, rjavih ali belkastih, nekatere pa so tudi bolj živahnih barv. Rastejo kot gniloživke na različnih podlagah, najpogosteje na lesu.
Vse, do sedaj opisane vrste v Sloveniji imajo lističasto trosovnico, v Tajvanu pa so odkrili vrsto Mycena indigotica, ki po DNK analizi spada med čeladice, a ima luknjičasto trosovnico.
Več kot 58 vrst čeladic je bioluminiscentnih 
Ker so vrste, ki v temi svetijo porazdeljene med 16 različnih linij, ni povsem jasno ali se je luminiscenca skozi evolucijo razvila enkrat in se potem pri številnih vrstah izgubila ali pa se je večkrat razvila vzporedno pri različnih vrstah. Ena od prednosti bioluminiscence je morda v tem, da ponoči privlači žuželke, ki so pomembne za raznašanje trosov. Bioluminiscenca pri čeladicah je posledica reakcije med kisikom in molekulami luciferina, ki jo katalizira encim luciferaza.
Značilnosti, po katerih se čeladice med seboj razlikujejo in so pomembne za določevanje posameznih vrst so:
- podlaga na kateri raste
- oblika klobuka
- barve klobuka, lističev in beta
- način kako so lističi pripeti ali nepripeti na bet
- ali je ostrinka lističev enake barve kot njihova površina
- ali svež bet izloča tekočino in kakšne barve je
- ali je površina beta lepljiva ali ne
- kakšno je dnišče s katerim je goba pritrjena na podlago
- nekatere čeladice imajo zaznaven vonj po redkvici, kloru, jodu ali moki
- mikroskopske značilnosti kot je velikost in oblika trosov, oblika bazidijev in cistid
- vrste se med seboj razlikujejo tudi po amiloidnosti trosov.

Mnoge od teh lastnosti so nekoliko spremenljive glede na starost gob, zato je pomembno, da pri opazovanju pregledamo več gob, ki so v različnem obdobju rasti.

## Seznam čeladic Slovenije[8]
- zgodnja čeladica (Mycena abramsii)
- bucikasta čeladica (Mycena acicula)
- sivorjava čeladica (Mycena aetites)
- vijoličastobela čeladica (Mycena albidolilacea)
- kosmičasta čeladica (Mycena amicta)
- klorasta čeladica (Mycena ammoniaca)
- olivnorumena čeladica (Mycena arcangeliana)
- črnobela čeladica (Mycena atroalba)
- jeklenočrna čeladica (Mycena atrocyanea)
- črnoroba čeladica (Mycena atromarginata)
- žoltoroba čeladica (Mycena aurantiomarginata)
- lasastobetna čeladica (Mycena capillaripes)
- pepelasta čeladica (Mycena cinerella)
- rumenoroba čeladica (Mycena citrinomarginata)
- žebljasta čeladica (Mycena clavicularis)
- žoltosočna čeladica (Mycena crocata)
- purpurna čeladica (Mycena diosma)
- prevlečena čeladica (Mycena epipterygia)
- vlecljiva čeladica (Mycena epipterygioides)
- vodenasta čeladica (Mycena erubescens)
- bledeča čeladica (Mycena excisa)
- bukovinska čeladica (Mycena fagetorum)
- jodoformova čeladica (Mycena filopes)
- žveplenoroba čeladica (Mycena flavescens)
- ivjebetna čeladica (Mycena flos-nivium)
- nagubana čeladica (Mycena galericulata)
- mlečna čeladica (Mycena galopus)
- krvobetna čeladica (Mycena haematopus)
- pripognjena čeladica (Mycena inclinata)
- širokolistna čeladica (Mycena latifolia)
- klorova čeladica (Mycena leptocephala)
- žoltoalkalna čeladica (Mycena luteoalcalina)
- pegasta čeladica (Mycena maculata)
- lubjeva čeladica (Mycena meliigena)
- zvončasta čeladica (Mycena metata)
- nažlebkana čeladica (Mycena mirata)
- belobetna čeladica (Mycena niveipes)
- pašniška čeladica (Mycena olivaceomarginata)
- Overholtzova čeladica (Mycena overholtsii)
- temnolistna čeladica (Mycena pelianthina)
- svinčasta čeladica (Mycena plumbea)
- nažlebičena čeladica (Mycena polygramma)
- modra čeladica (Mycena pseudocorticola)
- livkasta čeladica (Mycena pseudopicta)
- steljina čeladica (Mycena pterigena)
- redkvičasta čeladica (Mycena pura)
- Renejeva čeladica (Mycena renati)
- strupena čeladica (Mycena rosea)
- rožnata čeladica (Mycena rosella)
- rjavoroba čeladica (Mycena rubromarginata)
- krvosočna čeladica (Mycena sanguinolenta)
- borova čeladica (Mycena seynii)
- alkalna čeladica (Mycena silvae-nigrae)
- šopasta čeladica (Mycena stipata)
- storževa čeladica (Mycena strobilicola)
- češarkova čeladica (Mycena strobilina)
- podstavljena čeladica (Mycena stylobates)
- upognjena čeladica (Mycena supina)
- zvončkuljasta čeladica (Mycena tintinnabulum)
- sivomodra čeladica (Mycena urania)
- brinova čeladica (Mycena ustalis)
- zelenoroba čeladica (Mycena viridimarginata)
- dolgobetna čeladica (Mycena vitilis)
- navadna čeladica (Mycena vulgaris)
- zefirna čeladica (Mycena zephirus)